# Saulgé-l’Hôpital
Saulgé-l’Hôpital korábbi község Franciaország Loire mente régiójában, Maine-et-Loire megyében. 2016. december 15-én kilenc másik korábbi községgel egyesült és Brissac Loire Aubance új község része lett.
Lakosainak száma 622 fő (2018. január 1.). Saulgé-l’Hôpital Les Alleuds, Charcé-Saint-Ellier-sur-Aubance, Chemellier, Grézillé, Louerre, Luigné és Noyant-la-Plaine községekkel határos.

## Népesség
A település népessége az elmúlt években az alábbi módon változott:
| Lakosok száma | 281  | 280  | 314  | 353  | 366  | 563  | 583  | 608  | 620  | 622  |
|               | 1968 | 1975 | 1982 | 1990 | 1999 | 2011 | 2013 | 2015 | 2017 | 2018 |